# Stenus noctibagus
Stenus noctibagus är en skalbaggsart som beskrevs av Thomas Casey. Stenus noctibagus ingår i släktet Stenus och familjen kortvingar. Inga underarter finns listade i Catalogue of Life.